# Ведмідь-губач
Ведмідь-губач (Melursus ursinus) — ссавець, хижак з родини Ведмедеві (Ursidae). Єдиний представник роду Melursus.

## Етимологія
лат. mel — «мед», лат. ursus — «ведмідь».

## Середовище проживання
Країни проживання: Бутан, Індія, Непал, Шрі-Ланка, до недавнього часу вони зустрічались і в Бангладеші, але останнє документальне підтвердження цього припадає на кінець 1990-х років.
Займає широкий спектр місцеперебувань, в тому числі вологі або сухі тропічні ліси, савани, чагарники і луки. Може мати місце вище, ніж 2000 м над рівнем моря в лісах Західних Гат, у Шрі-Ланці ж живе переважно нижче 300 м.

## Морфологія
Цей ссавець має велику голову з маленькими очима і округлими вухами; важке тіло; ледь помітний хвіст; важке, без підшерстя, кудлате хутро; довгий писок і випнуті губи. Це єдиний вид родини ведмедевих, що має довгу шерсть і на вухах. Лапи короткі й широкі, на п'яти пальцях розташовані зігнуті (на передніх лапах довгі, 6—8 см) кігті, що не втягуються. Задні ноги коротші передніх, спина вигнута, що надає їм досить незграбного вигляду. Довге волосся (до 15 см) робить ведмедя-губача несприйнятливим до укусів бджіл. Примітною ознакою є біла літера «V» на грудях, яка вирізняється на фоні загального чорного забарвлення тіла, хоча коричневі та рудуваті особини також спостерігалися.
Довжина тіла в середньому становить від 1,4 до 1,7 метра, але може досягати майже 2 метрів. Вага залежить як від статі, так і від місцеперебування, дорослі самці загалом важать 80—145 кг (зареєстрований максимум 192 кг), дорослі самиці важать 55—95 кг (максимум 124 кг).

## Стиль життя

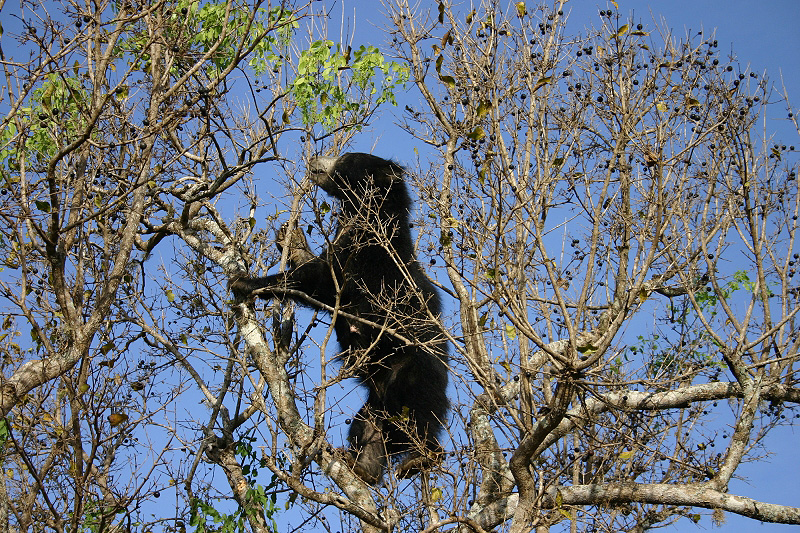
Ведмідь-губач заліз на дерево по ягоди

Сильні кінцівки та всередину направлені лапи добре пристосовані для лазіння і копання, а не для швидких і гнучких рухів. Ведмідь-губач харчується переважно термітами, медом, мурахами, фруктами, бульбами. У районах, де рослинний покрив рідкий і денна температура висока (велика частина діапазону), ведмідь переважно нічний або сутінковий і знаходиться у сховку в виходах скельних порід, заростях чи деревних порожнинах під час денної спеки. Ведмідь зазвичай підіймається на задні лапи, щоб оглянутися. Ходить на підошвах ніг, що робить їх сліди схожі на людські.

## Відтворення
Сезон розмноження припадає на червень-липень, самиці народжують, як правило, одне або двох малюків в листопаді-січні, після затримки імплантації. Самиці залишаються в лігву 2—3 місяці, зрідка виходячи, щоб поїсти. Молодь зазвичай їздить на спині матері під час їхніх перших дев'яти місяців, мабуть, щоб зменшити ризик хижацтва. Дитинчата залишаються з матерями 1,5-2,5 роки.

## Загрози та охорона
Найбільшими небезпеками для цього виду є втрата середовища проживання і браконьєрство. Як повідомляється, Ведмідь-губач знаходиться в 174 охоронних природних територіях (ОПТ) в Індії, в тому числі 46 національних парках і 128 заповідниках. Як видається, вид досить добре захищений у цих ОПТ, але стикається з погіршенням умов проживання за їх межами.

## Підвиди
- Ведмідь-губач індійський (Melursus ursinus ursinus)
- Ведмідь-губач ланкійський (Melursus ursinus inornatus)

## Галерея

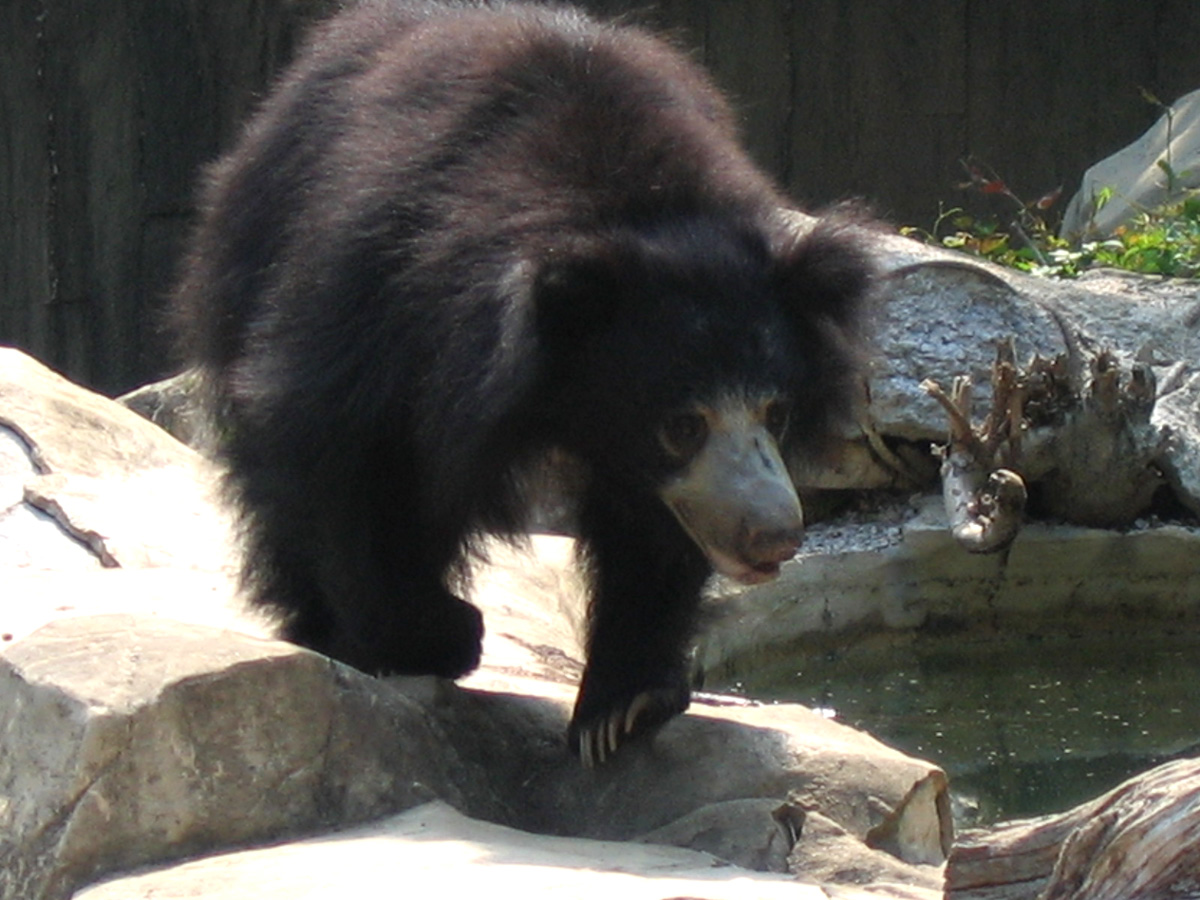
У Смітсонівському Національному Зоологічному Парку
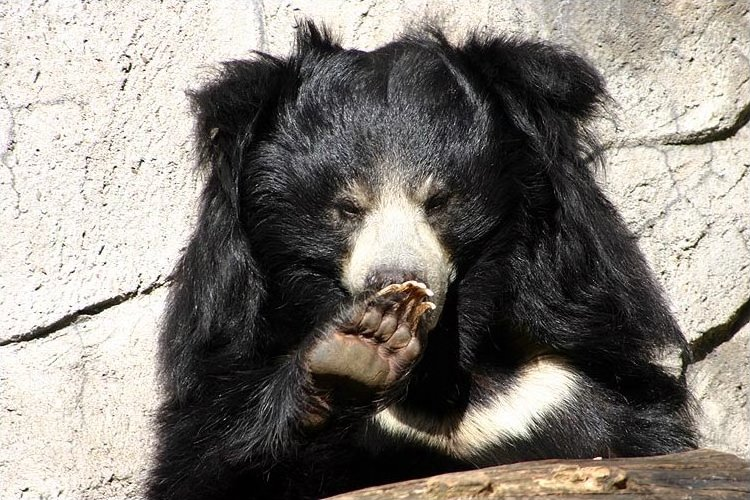
У зоопарку в Франкфурті
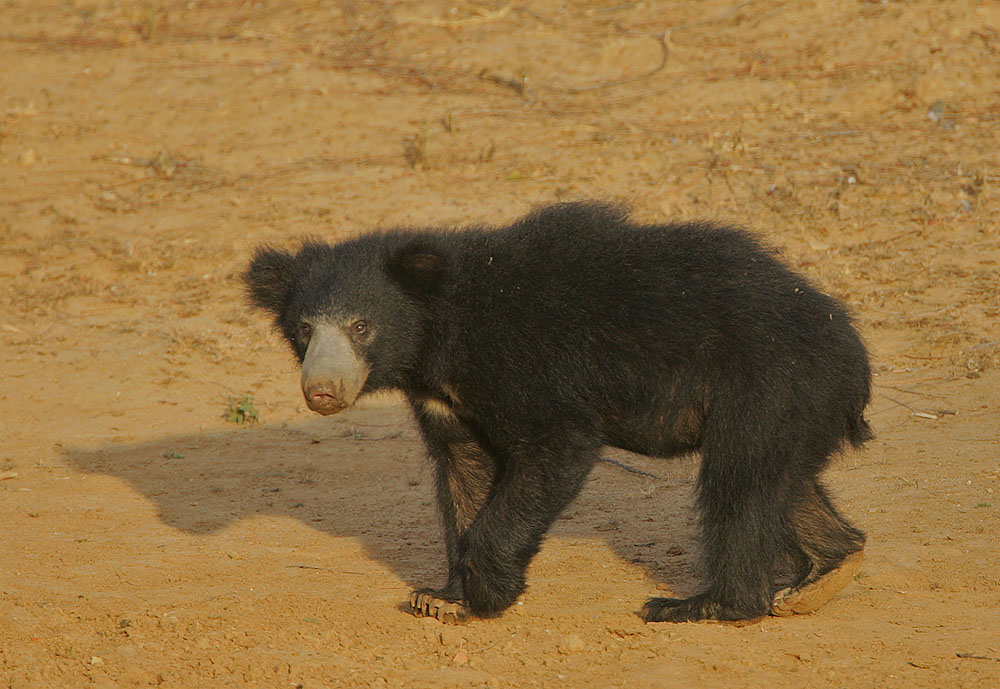
Ведмідь-губач
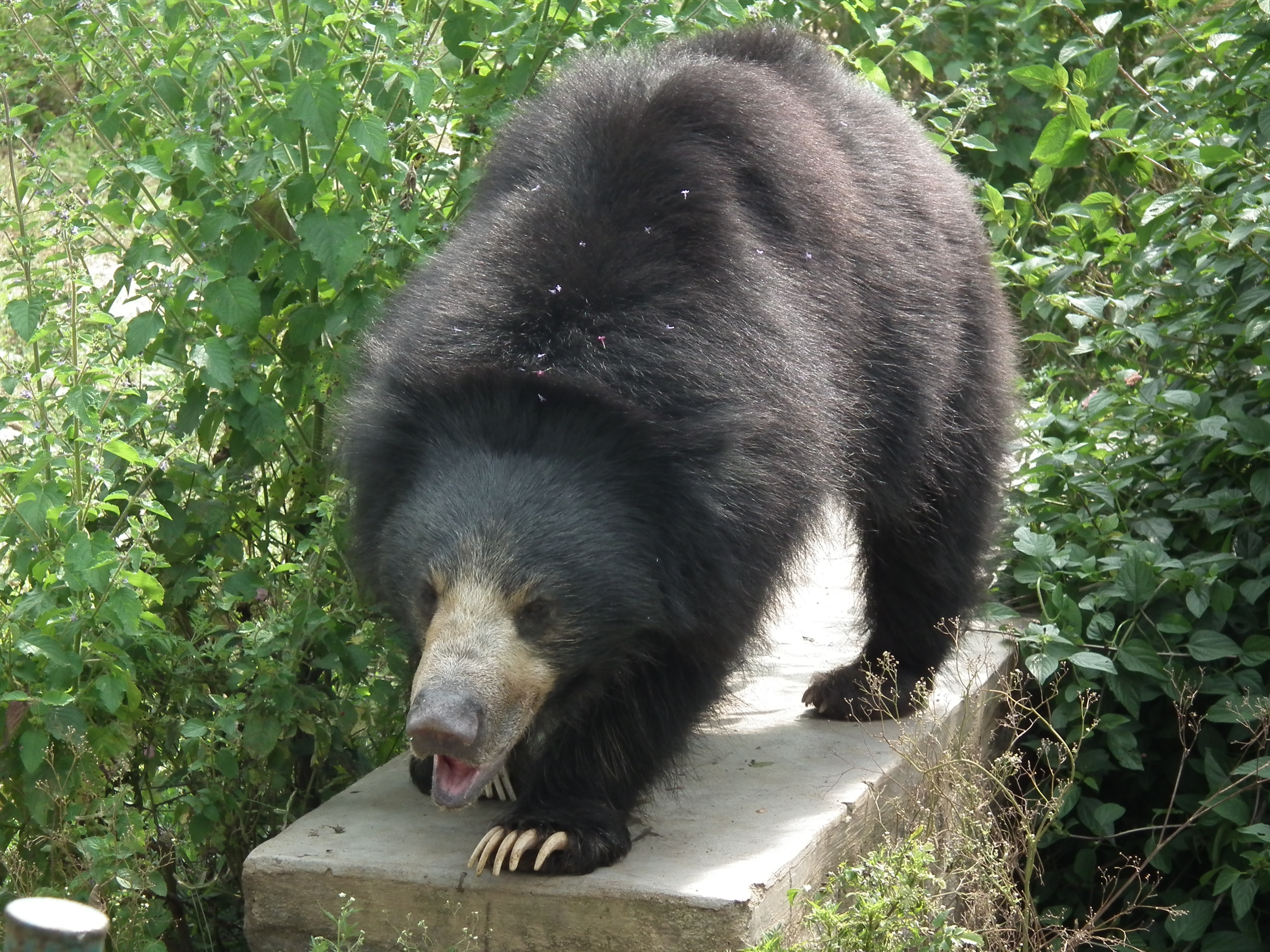
У Банергхатському Національному Парку
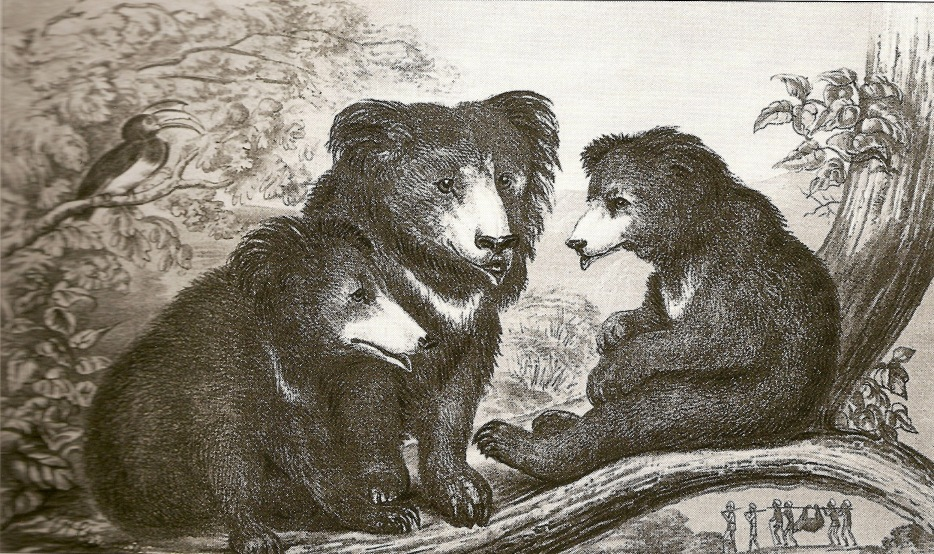
Robert Armitage Sterndale — Bears hunted in the Seoni hills